# Нижнее Высоцкое
Нижнее Высоцкое (укр. Нижнє Висоцьке) — село в Борынской поселковой общине Самборского района Львовской области Украины.
Население по переписи 2001 года составляло 755 человек. Занимает площадь 2,5 км². Почтовый индекс — 82560. Телефонный код — 3269.

## Достопримечательности

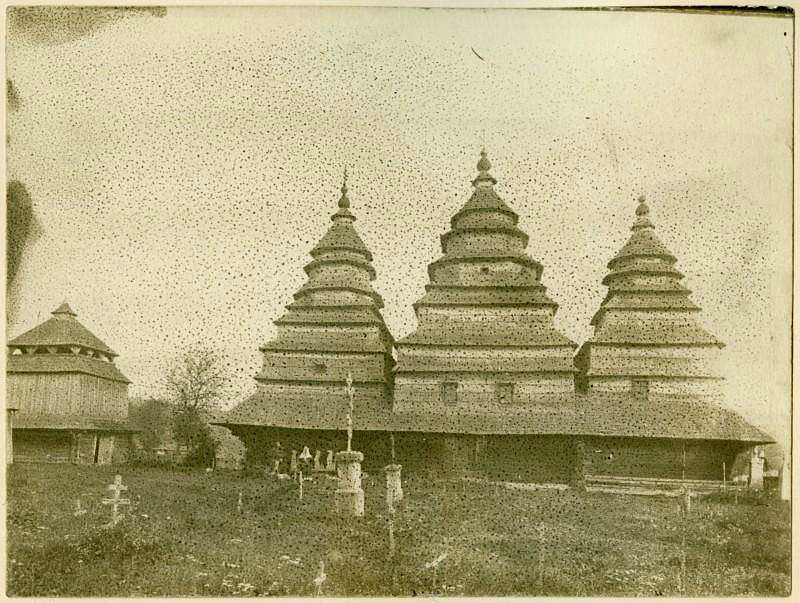
Храм Сошествия Святого Духа (1814). Архивное фото до 1939 г.

- Деревянный храм Сошествия Святого Духа (1814), входит в перечень памятников архитектуры национального значения.